# Amegilla pendleburyi
Amegilla pendleburyi är en biart som först beskrevs av Cockerell 1929.  Amegilla pendleburyi ingår i släktet Amegilla och familjen långtungebin. Inga underarter finns listade i Catalogue of Life.